# Xincheng (Xi’an)
Xincheng léase Sin-Chéng (en chino:新城区, pinyin:Xīnchéng qū, lit: nueva ciudad) es un distrito urbano bajo la administración directa de la subprovincia de Xi'an. Se ubica al sureste de la provincia de Shaanxi, este de la República Popular China. Su área es de 29 km² y su población total para 2015 fue +600 mil habitantes.

## Administración
El distrito de Xincheng se divide en 14 pueblos que se administran en  9 subdistritos.